# Traunsteiner Tagblatt
Das Traunsteiner Tagblatt ist eine bayerische Regionalzeitung für den Chiemgau und die angrenzenden Gebiete. Sie wird vom A. Miller Zeitungsverlag in Traunstein herausgegeben und ist die älteste und größte Heimatzeitung im Landkreis Traunstein. Der Redaktionsleiter ist Martin Miller, der Verleger ist Thomas Miller (Stand 2016). Die verkaufte Auflage beträgt 11.201 Exemplare, ein Minus von 28,8 Prozent seit 1998. Das Traunsteiner Tagblatt ist eine der kleinsten bayerischen Zeitungen, die noch eine Vollredaktion unterhalten, d. h. auch Politik-, Sport und Wirtschaftsseiten werden von der eigenen Redaktion erstellt und nicht als „Mantel“ zugekauft.
Das Verbreitungsgebiet umfasst vorwiegend den südlichen Teil des Landkreises Traunstein. In einigen Gemeinden gibt es auch Lokalausgaben des Oberbayerischen Volksblatts und des Trostberger Tagblatts, das heißt, die Verbreitungsgebiete überschneiden sich etwas.

## Geschichte
Erstmals erschien die Zeitung als Traunsteiner Wochenblatt 1855 und ist seither im Familienbesitz der Familie Miller. 1856 gab es das Wochenblatt bereits drei Mal pro Woche. 1936 wurde die damals noch unter dem Titel Traunsteiner Wochenblatt erscheinende Zeitung von den Nationalsozialisten zwangsenteignet und mit deren Parteiorgan Chiemgaubote zusammengelegt. Nach 1945 erhielt die Zeitung vorerst keine alliierte Lizenz. Erst ab September 1949 konnte Anton Miller das Traunsteiner Wochenblatt wieder herausgeben. Der mit alliierter Lizenz entstandene Konkurrent Südost-Kurier stellte Ende 1954 sein Erscheinen ein.
Seit Anfang der 1970er Jahre erstellt die Redaktion des Traunsteiner Tagblatts auch den Mantel für den Berchtesgadener Anzeiger. (Bis 2014 traf dies auch noch für den Freilassinger Anzeiger und das Reichenhaller Tagblatt zu, die anschließend von der Passauer Neuen Presse übernommen wurden.) Im Jahr 2000 passte der Verlag den Titel der Tageszeitung den tatsächlichen Gegebenheiten an: sie heißt seither Traunsteiner Tagblatt.

## Auflage
Das Traunsteiner Tagblatt hat wie die meisten deutschen Tageszeitungen in den vergangenen Jahren an Auflage eingebüßt. Die verkaufte Auflage ist in den vergangenen 10 Jahren um durchschnittlich 2,6 % pro Jahr gesunken. Im vergangenen Jahr hat sie um 3,3 % abgenommen. Sie beträgt gegenwärtig 11.201 Exemplare. Der Anteil der Abonnements an der verkauften Auflage liegt bei 88,6 Prozent.
| 1998  | 1999  | 2000  | 2001  | 2002  | 2003  | 2004  | 2005  | 2006  | 2007  | 2008  | 2009  | 2010  | 2011  | 2012  | 2013  | 2014  | 2015  | 2016  | 2017  | 2018  | 2019  | 2020  | 2021  | 2022  | 2023  | 2024  |
| ----- | ----- | ----- | ----- | ----- | ----- | ----- | ----- | ----- | ----- | ----- | ----- | ----- | ----- | ----- | ----- | ----- | ----- | ----- | ----- | ----- | ----- | ----- | ----- | ----- | ----- | ----- |
| 15741 | 15748 | 15783 | 15833 | 15791 | 15755 | 15557 | 15494 | 15194 | 15092 | 15263 | 15374 | 14997 | 14987 | 14918 | 14689 | 14583 | 14387 | 14104 | 13652 | 13302 | 12992 | 12644 | 12404 | 11967 | 11588 | 11201 |